# 三郊鎮港海安宮
三郊鎮港海安宮位於臺灣臺南市中西區，是一座主祀媽祖的廟宇。其由來一說是府城三郊於乾隆元年（1736年）從興化府莆田縣湄洲島迎奉媽祖香火而建，林爽文事件結束後福康安為感謝媽祖保佑大軍渡海來臺而加以擴建；另一說則是海安宮與鹿港新祖宮一樣，是福康安在林爽文事件後奏請興建的廟宇。由於該廟位於昔日臺南五條港中的南勢港一帶，鄰近鎮渡頭，故又稱「鎮港媽祖」。

## 沿革

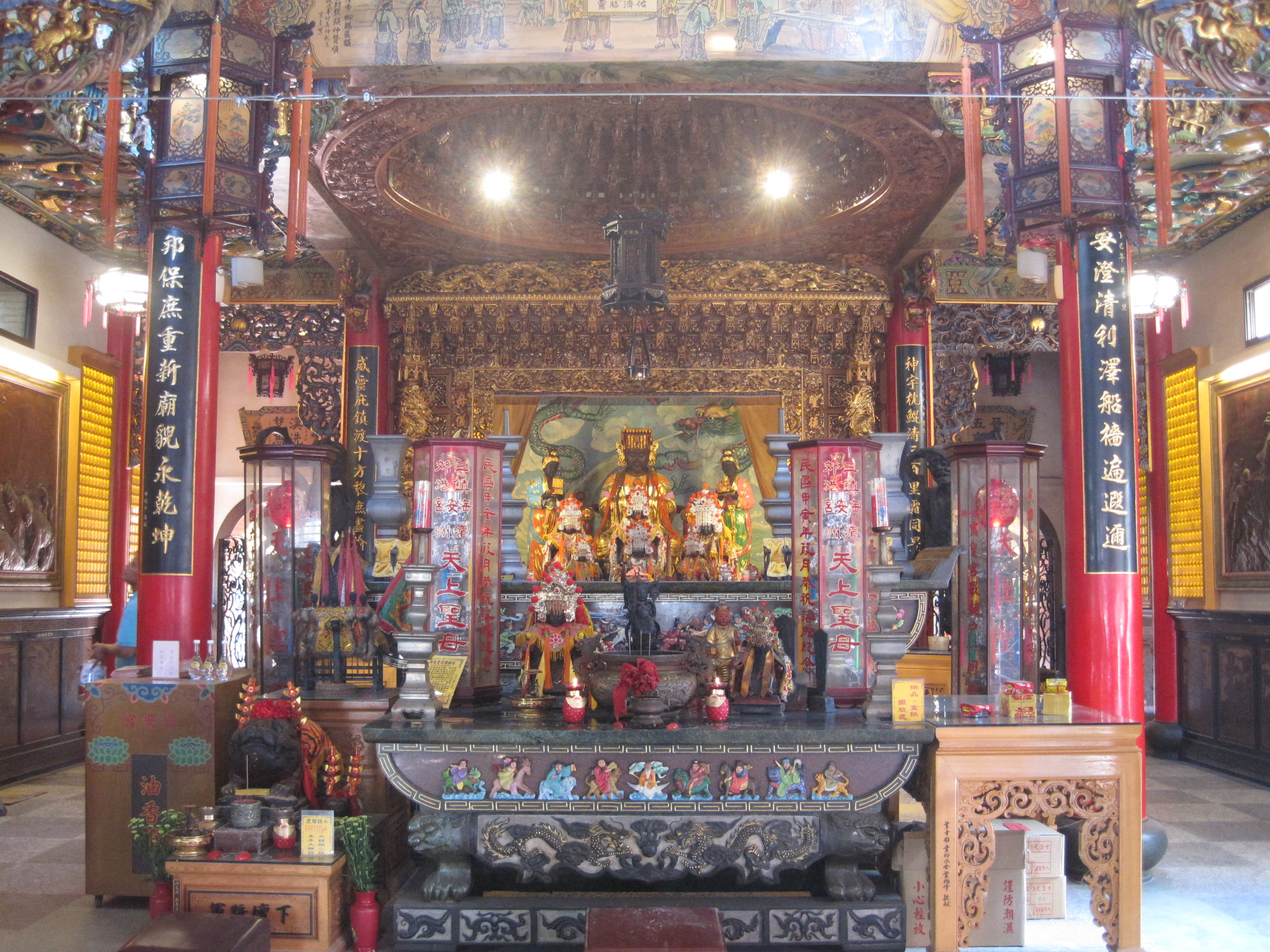
臺南海安宮內景

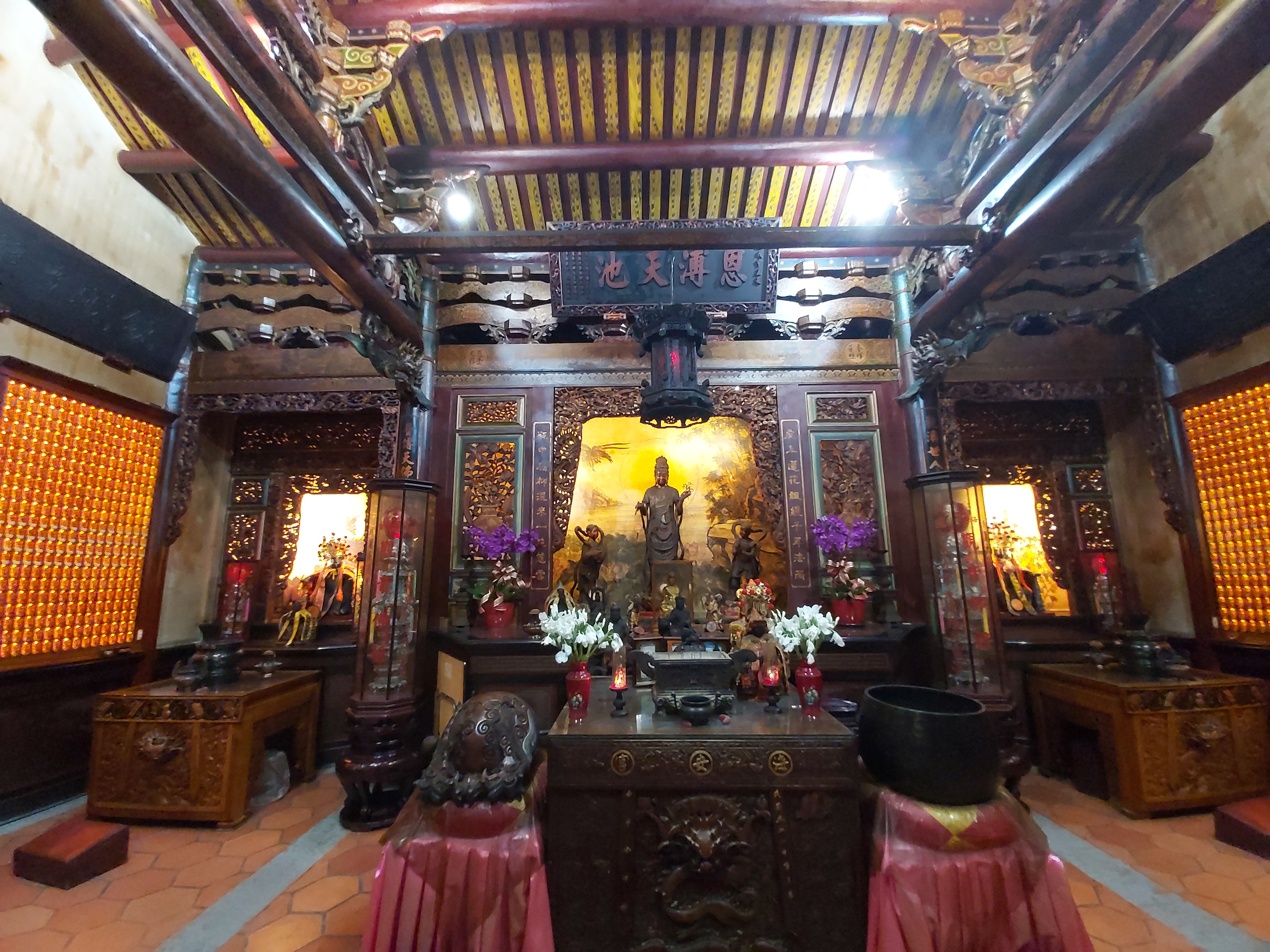
臺南海安宮觀音殿

海安宮的記載最早可見於清嘉慶年間成書的《續修臺灣縣志》，據該書的記載海安宮位於西定坊港口，是乾隆五十三年（1788年）福康安與各官員所倡建，由臺灣府知府楊廷理負責辦理，而當時廟有三進，並有御匾「佑濟昭靈」。但是另有說法認為海安宮的媽祖香火是乾隆元年（1736年）府城三郊從湄洲迎奉回臺，乾隆五十三年福康安是加以擴建成三進式廟宇。
該廟在嘉慶三年（1798年）由趙寶、陳其良、郭拔萃等修葺，而後三郊曾在嘉慶廿三年（1818年）、道光廿六年（1846年）、道光廿八年（1848年）進行整修增建，而在這一段時期也是由三郊來管理廟務。
進入日治時期後，三郊曾在明治卅八年（1905年）再次整修，但是在第二次世界大戰期間，海安宮遭到盟軍轟炸，受創嚴重，一些古匾也因而毀於戰火中。二次大戰後，海安宮在民國卅六年（1947年）募款重建，但是由閩南式建築變成北方式建築。而後在1970年代該廟又再次重建。

## 古物
海安宮後殿天井的一對龍柱，據說是舊廟三川門口的龍柱。另外在海安宮日月雙井的月井旁邊立有兩座古碑，分別是紀念蔣毓英的「臺灣郡侯蔣公去思碑記」碑與紀念洪一棟的「臺灣海防同知洪一棟紀功碑」。

## 其他
鹿耳門媽祖廟毀於同治年間的洪水後，廟中神像被寄放到同為三郊管理的水仙宮三益堂與海安宮，被稱為「海安宮寄佛」。又關於此段史事，臺南土城的正統鹿耳門聖母廟的說法是該廟在1918年自水仙宮、海安宮迎回寄祀的鹿耳門媽等神尊，臺南顯宮的鹿耳門天后宮則認為當時鹿耳門媽是暫時奉祀於舊廟附近的民宅，由值班爐主祭祀，舊廟其他神尊則寄祀於水仙宮與海安宮。

## 圖片

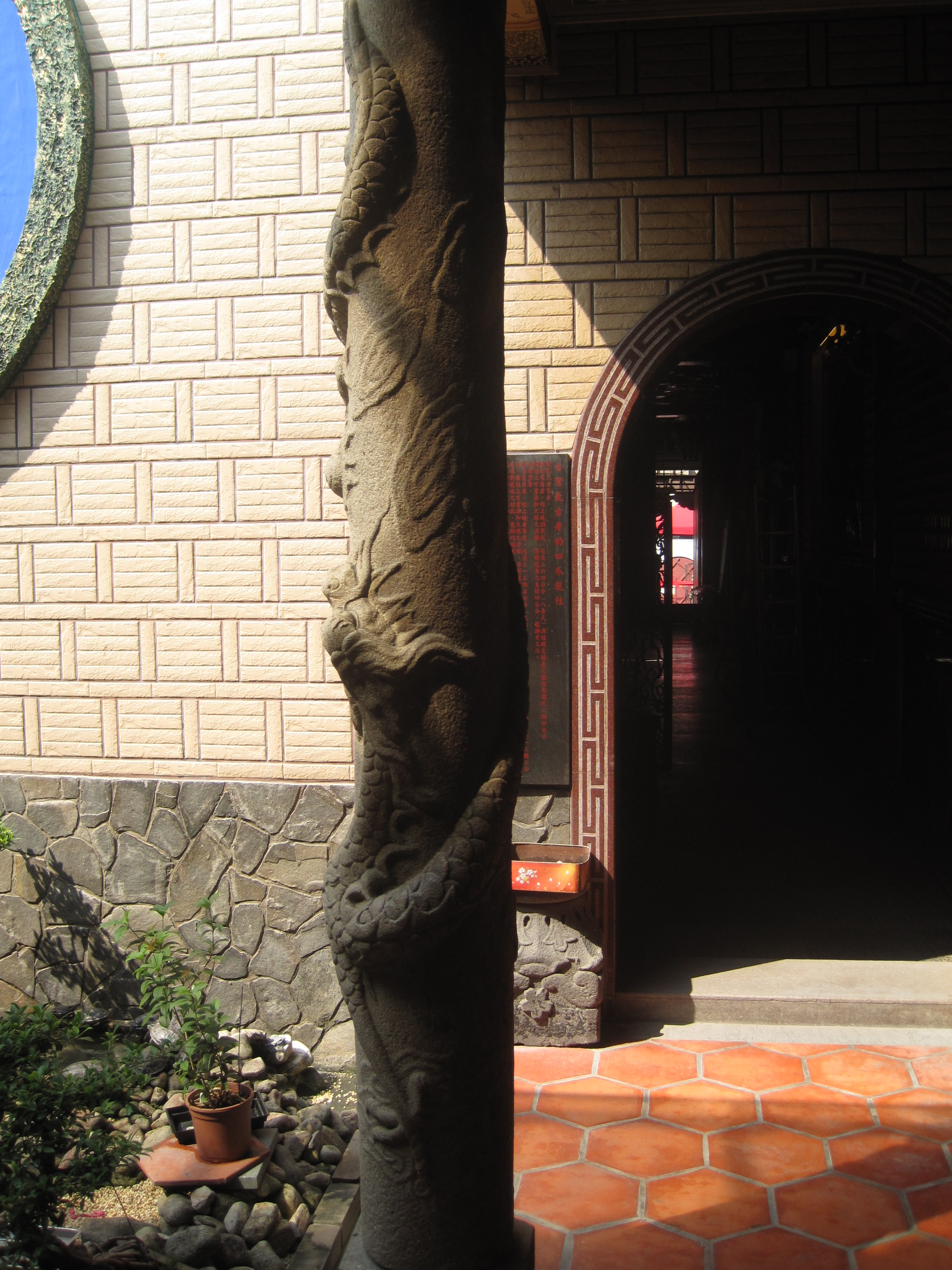
古龍柱
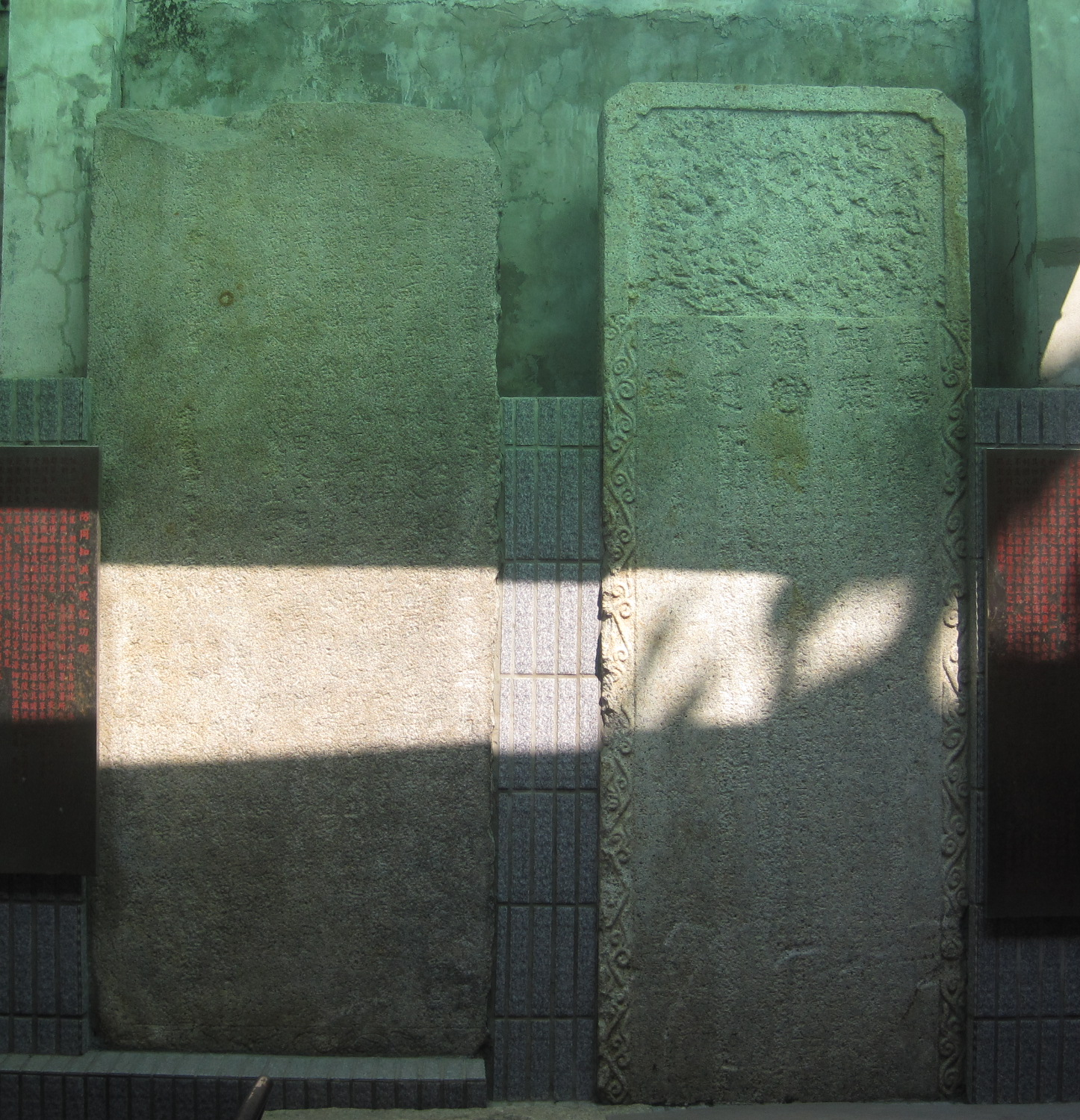
「臺灣郡侯蔣公去思碑記」碑（右）、「臺灣海防同知洪一棟紀功碑」（左）
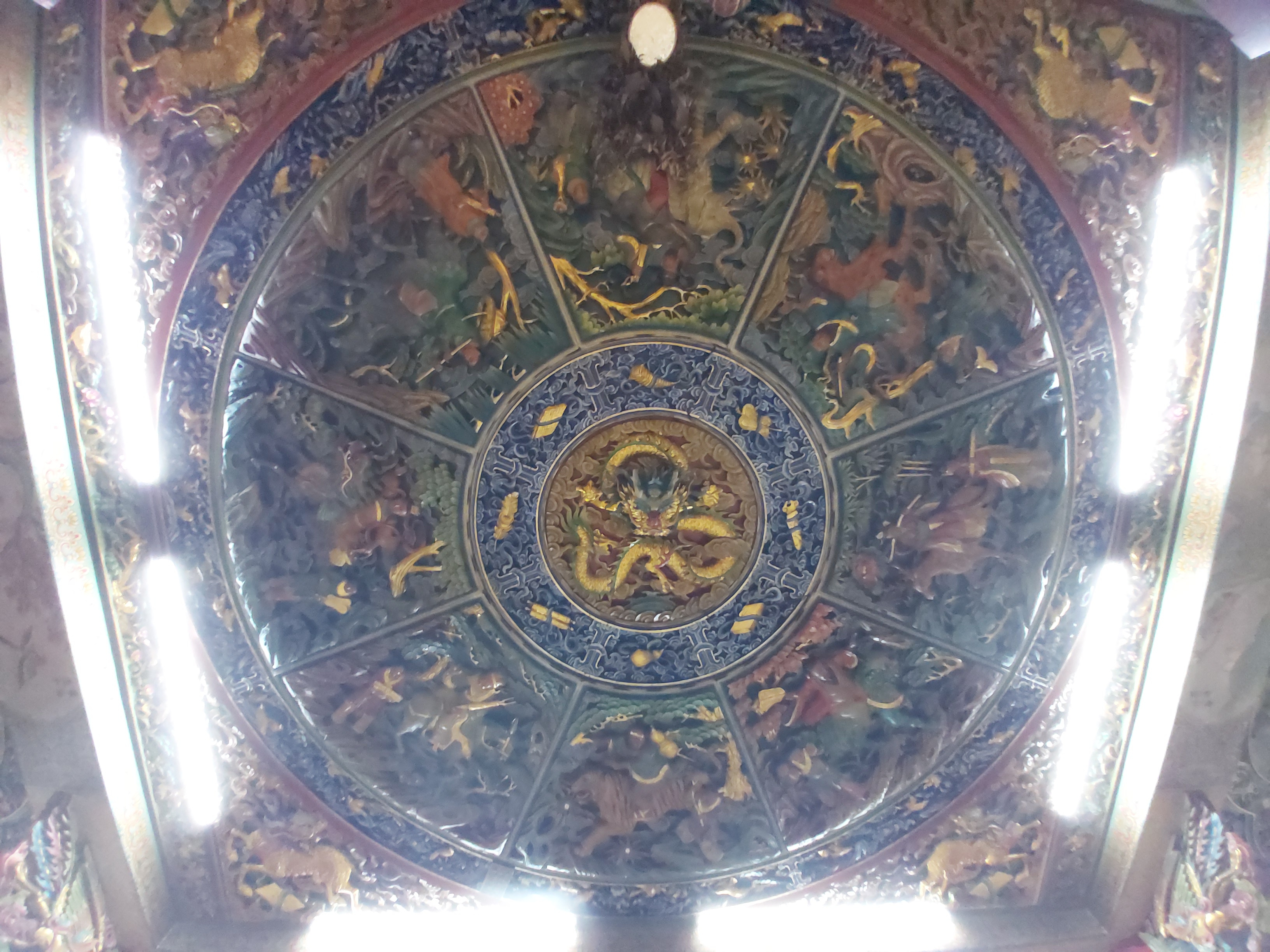
藻井